# 加藤虎之亮
加藤 虎之亮（かとう とらのすけ、明治12年（1879年）10月21日 - 昭和32年（1957年）12月2日）は、静岡県吉原市出身の中国哲学者、漢詩人、蔵書家。字は子弸、号は天淵として知られる。文学博士。

## 経歴
静岡師範学校に学び、さらに北条時敬校長時代の広島高等師範学校にて三宅真軒に師事する。明治41年（1908年）に漢文科を卒業した後、同付属中学校、広島陸軍地方幼年学校を経て財団法人無窮会の招きに応じて上京し、傍ら東京府青山師範学校教鞭を執る。大正11年（1922年）に武蔵高校が設立されると招聘されて漢文科教授となる。昭和10年（1935年）に文学博士の学位を得る。大東文化学院、二松学舎専門学校、立正大学、東洋大学（昭和13年教授に就任）などにも出講。昭和23年（1948年）から、東洋大学第16代学長に就任。晩年に玉川大学で教えた。最晩年には無窮会理事長および研究所長を兼任。また、30年以上もの間周礼の193種の異本を研究し『周礼経注疏音義校勘記』を上梓、宮内省御用掛として香淳皇后に経史を進講した。昭和32年（1957年）に紫綬褒章を受ける。同年12月2日に死去。享年80。正四位に叙され勲三等旭日章を受ける。法号は天淵院殿子弸日虎大居士。

### 天淵文庫
蔵書は死後に遺族によって無窮会に寄贈され、天淵文庫と名づけられて目録が作成され公開されている。

## 著書
- 『支那ノ貴族教育』加藤虎之亮、1921年。
- 『弘道館記述義小解』（藤田彪 述、加藤虎之亮 小解）加藤虎之亮（著作権者：鈴木愨太郎）、1928年。
  - 『弘道館記述義小解 再版』（藤田彪 述、加藤虎之亮 小解）文明社、1944年。
- 『詩経と皇道』国民精神文化研究所〈国民精神文化研究 第２年第４冊〉、1934年。
- 『孔子とをしへ』（国民精神文化研究所 編）国民精神文化研究所〈国民精神文化類輯 第16輯〉、1936年。
- 『支那の民族性』（国民精神文化研究所 編）国民精神文化研究所〈時局国民精神読本 第9輯〉、1937年。
- 『皇道より見たる書経』国民精神文化研究所〈国民精神文化研究 第32冊〉、1938年。
- 『弘道館記と其の述義』教學局〈日本精神叢書 54〉、1940年3月。
- 『弘道館記と其の述義』（教學局 編纂）内閣印刷局〈日本精神叢書 49〉、1940年9月。
- 『詩と教化 (紀要 3ノ1)』東洋大学出版部、1943年。
- 『紀恩帖』（加藤虎之亮 編）加藤虎之亮、1953年。
- 『天淵文』天淵先生喜寿祝賀記念会、1955年。
- 『天淵詩』天淵先生喜寿祝賀記念会、1955年。
- 『周礼経注疏音義校勘記 上』無窮会、1957年。
- 『周礼経注疏音義校勘記 下』無窮会、1958年。